# Apatania ulmeri
Apatania ulmeri is een schietmot uit de familie Apataniidae. De soort komt voor in China.